# Greg Dobbs
Pour les articles homonymes, voir Dobbs.
Gregory Stuart Dobbs (né le 2 juillet 1978 à Los Angeles, Californie, États-Unis) est un joueur de troisième but et de premier but qui évolue dans les Ligues majeures de baseball de 2004 à 2014.
Greg Dobbs a fait partie des champions de la Série mondiale 2008 avec les Phillies de Philadelphie.

## Carrière

### Mariners de Seattle
Greg Dobbs est repêché deux fois par des équipes du baseball majeur : d'abord les Mariners de Seattle le réclament au 52e tour en 1996, puis c'est au tour des Astros de Houston de le drafter, cette fois en 10e ronde en 1999. Chaque fois, le jeune joueur ne signe pas avec l'équipe.
En 2001 cependant, il paraphe un contrat comme agent libre avec les Mariners. C'est avec cette équipe qu'il fait son entrée dans les majeures le 8 septembre 2004. Il devient l'un des quelques joueurs de l'histoire à claquer un coup de circuit à sa toute première présence au bâton dans la MLB : le coup en solo est réussi aux dépens du releveur Bob Wickman des Indians de Cleveland, à Safeco Field.
En trois saisons, Dobbs ne joue toutefois que 100 parties sous les couleurs de l'équipe de Seattle.

### Phillies de Philadelphie

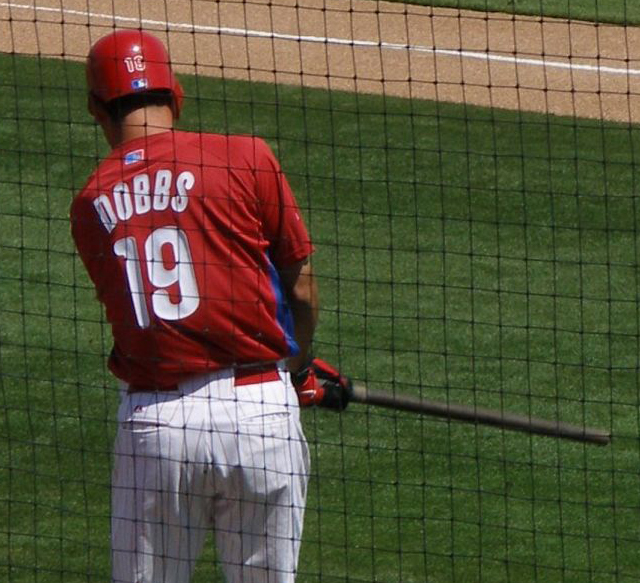
Greg Dobbs au camp d'entraînement des Phillies en mars 2007.

Abandonné au ballottage, il est réclamé en janvier 2007 par les Phillies de Philadelphie. À sa première saison là-bas, il est utilisé dans 142 rencontres sur 162. En défensive, il apparaît au troisième but et parfois au champ extérieur, mais les Phillies préfèrent l'employer comme frappeur suppléant. En 2007, Dobbs conserve une moyenne au bâton de ,272 en 324 apparitions à la plaque (un sommet pour lui). Il claque 10 coups de circuit et fait marquer 55 points.
En 2008, Dobbs frappe pour ,301 avec 9 circuits et 40 points produits en saison régulière. Durant les séries éliminatoires, il frappe 7 coups sûrs en 14 présences pour une moyenne au bâton de ,500 et accompagne les Phillies dans leur conquête de la Série mondiale 2008.
La saison 2009 le voit connaître des ennuis au marbre, alors que sa moyenne chute à ,247. Il ne cogne que cinq circuits et sa production de points chute de moitié, passant de 40 à 20.
Assigné aux ligues mineures en 2010 en raison de ses insuccès en offensive, il obtient un séjour à Philadelphie comme joueur de troisième but remplaçant Placido Polanco durant la convalescence de celui-ci après une blessure. Il joue 88 parties pour les Phillies en 2010, mais ne frappe que pour ,196 avec cinq circuits et 15 points produits.

### Marlins de Miami
Dobbs devient agent libre le 28 octobre 2010. Le 31 janvier 2011, il signe une entente des ligues mineures avec les Marlins de la Floride. Il frappe pour ,275 en 134 matchs en 2011 avec 49 points produits et un sommet en carrière de 113 coups sûrs. Ceci lui vaut de signer en janvier 2012 un contrat de deux ans pour trois millions de dollars.
Les Marlins lui accordent en septembre 2013 une prolongation de contrat d'un an à 1,7 million de dollars mais perdent cette somme lorsqu'il libèrent le vétéran le 6 mai 2014 après seulement quelques matchs joués dans la nouvelle saison. Il termine la saison 2014 chez les Nationals de Washington.